# Szent Miklós-fatemplom (Felsőszelistye, Nistorești)
Felsőszelistyének a Nistorești család által építtetett Szent Miklós-fatemploma műemlékké nyilvánított épület Romániában, Máramaros megyében. A romániai műemlékek jegyzékében az  MM-II-m-A-04633 sorszámon szerepel.